# The Wily Chaperon
The Wily Chaperon è un cortometraggio muto del 1915 diretto da Thomas Ricketts. Prodotto dall'American Film Manufacturing Company, aveva come interpreti Charlotte Burton, Harry von Meter, Vivian Rich, David Lythgoe.

## Trama
Quando Dick Willis chiede la mano di sua figlia Myrtle, il vecchio Stern butta il pretendente fuori di casa e si mette alla ricerca di uno chaperon per la figlia. Rimasta senza soldi, la vedova  Brown Smith si offre per quel lavoro. Bella e affascinante, convince subito Stern che l'assume immediatamente per tenere sempre d'occhio Beatrice. Quest'ultima è dapprima infastidita da questa intrusa importuna, poi, però, si rende conto che la vedova ha ben altro per la testa. Con il suo aiuto, infatti, lei e Dick scappano insieme.

Quando Stern trova la bella signora legata e imbavagliata, la libera e poi cerca di consolarla per l'oltraggioso trattamento subìto. I due giovani sposi lo trovano così insieme alla povera vedova e lui spiega loro che ha appena chiesto la sua mano. Questa volta saranno i giovani a dover dare la benedizione alle nozze.

## Produzione
Il film fu prodotto dalla American Film Manufacturing Company.

## Distribuzione
Il copyright del film, richiesto dalla American Film Mfg. Co., fu registrato il 4 febbraio 1915 con il numero LU4375.
Distribuito dalla Mutual, il film - un cortometraggio di una bobina - uscì nelle sale cinematografiche statunitensi il 12 febbraio 1915.